# 일본국 헌법 제68조
일본국 헌법 제68조(일본어: 日本国憲法第68条)은 일본국 헌법 제5장 "내각"의 조문 중 하나이다. 국무대신의 임명, 자격 및 파면에 대해 규정하고 있다.

## 조문
일본국 헌법 제68조
① 내각총리대신은 국무대신을 임명한다. 단 그 과반수는 국회의원 중에서 임명하여야 한다.
② 내각총리대신은 임의로 국무대신을 파면할 수 있다.

## 해설

### 제1항
내각총리대신의 국무대신(각료) 임명권과 국무대신의 요건에 대해 규정하고 있다. 여기서 국무대신의 '과반수'가 국회의원이어야 한다고 하였으므로, 과반수가 아닌 범위에서 일반인을 각료에 임명하는 것도 가능하지만 실제로 일반인 각료가 임명된 사례는 거의 없으며, 모든 각료가 국회의원인 것이 일반적이다. 2021년 기준 역대 일반인 각료는 총 24명이며, 가장 최근에 임명된 사례는 2012년 노다 제2차 개조내각에서 방위대신에 임명된 모리모토 사토시이다.

### 제2항
내각총리대신이 국무대신(각료)의 파면권을 가진다는 규정이다. 이는 과거 일본 제국 헌법에서는 존재하지 않았던 규정이었고, 이 때문에 내각총리대신이 어떤 각료를 경질하고 싶어도 해당 각료 본인이 사직하지 않으면 경질이 불가능했다. 즉 단 한명의 각료라도 각의(국무회의) 안건에 반대하여 의안에 서명하지 않으면 내각총리대신으로서는 해결책이 없었고 내각 전체가 총사직해야만 했으며, 실제로 1944년 도조 내각이 이런 이유로 총사직한 바 있다.
그러나 본 조 제2항 규정에 따라 일본국 헌법 하의 내각에서는 각료가 어떤 의안에 반대하여 서명을 거부하면 총리 직권으로 해당 각료를 파면하고 의안을 통과시킬 수 있게 되었다. 그 예로 2005년에는 고이즈미 준이치로 총리가 자신의 정치생명을 걸고 추진한 우정민영화 법안이 참의원에서 부결되면서 "우정민영화 법안에 대한 국민의 찬반을 묻겠다"며 중의원 해산을 선언하고 각의(국무회의)에서 중의원 해산 안건을 통과시키려고 하자 시마무라 요시노부 농림수산대신이 끝까지 서명을 거부했고, 이에 고이즈미 총리가 시마무라 대신을 파면하고 고이즈미 자신이 농림수산대신을 겸임하는 형식으로 후임을 정하고 중의원 해산 안건을 통과시킨 바 있다.